# 柿木将棋
柿木将棋（かきのきしょうぎ）とは、コンピュータ将棋ソフトウェアのシリーズ。市販ソフト版はPC向けがエンターブレイン、家庭用ゲーム機向けがアスキーより発売されている。ソフト名は開発者である柿木義一の苗字にちなんだもの。

## 概要
世界コンピュータ将棋選手権には第1回から参加している古参のソフトウェアである。同選手権では1990年代に上位入賞を何度も果たしているが、準優勝が4回（1990年、1992年、1993年、1996年）あるものの、一度も優勝していない。同選手権の決勝進出は2008年が最後となっている。
市販ソフト版は、使い勝手のよさで評価が高い。柿木義一が設計した棋譜の形式である柿木形式(.kif 形式)及びCSA形式(.csa 形式)は業界標準となっている。大量の棋譜を管理できる棋譜データベース機能や、詰将棋作成に便利な余詰検出機能などが充実している。開発者のホームページ上で、棋譜管理ソフトや棋譜データベースの簡易版がフリーウェアとして公開されている。
2009年にはiPhone版、2010年にはiPad版もリリースされている。特にiPad版は、2010年12月より公開を開始した『将棋世界』電子版との連携が図られており、『将棋世界』に掲載された棋譜を『柿木将棋』に取り込んで検討することなどができるようになっていた（2014年3月まで）。
2013年12月には、6年ぶりの新バージョンとなる『柿木将棋IX』を発表。本バージョンからパッケージ販売を止め、ベクターのWebサイトからダウンロードするシェアウェア形式に移行した。

## 競技会成績
| 大会/年                    | 1990 | 1991 | 1992 | 1993 | 1994 | 1996 | 1997 | 1998 | 1999 | 2000 | 2001 | 2002 | 2003 | 2004 | 2005 | 2006 | 2007 | 2008 |
| -------------------------- | ---- | ---- | ---- | ---- | ---- | ---- | ---- | ---- | ---- | ---- | ---- | ---- | ---- | ---- | ---- | ---- | ---- | ---- |
| 世界コンピュータ将棋選手権 | 2    | 4    | 2    | 2    | 6    | 2    | 3    | 4    | 7    | 5    | 6    | 4    | 11   | 5    | 10   | 6    | 9    | 8    |
| コンピュータ将棋王者決定戦 |      |      |      |      |      |      |      |      | 1    |      |      | 3    |      |      |      |      |      |      |

| 大会/年                    | 2009 | 2010 | 2011 | 2012 | 2013 | 2014 | 2015 | 2016 | 2017 | 2018 |
| -------------------------- | ---- | ---- | ---- | ---- | ---- | ---- | ---- | ---- | ---- | ---- |
| 世界コンピュータ将棋選手権 | 13   | 14   | 18   | 20   | 17   | 18   | 14   | 21   | 21   | 29   |

## 評価
PS版『柿木将棋2』は電撃PlayStationDPSソフトレビューでは75、70の145点。レビュアーはのうち1人はCOMの思考速度や強さは申し分なく家庭用の将棋ゲームとしては棋力向上には最良のソフトであり、オプション機能は十分、ヒントはレベル設定が可能で初心者にも対応、あえて難点を挙げるとシミュレーターであるため素っ気なく熱中させる要素がほしかったとし、もう1人は将棋素人であるため1勝もできず強さについての評価は避けたが、盤面のバリエーションがあり、ボイスが気になってもカット可能、BGMで落ち着ける、思考速度が速い、オプション機能が充実しているとした。

## 市販タイトル一覧
- 柿木将棋 - 3DO、1994年10月21日（アスキー）
- 柿木将棋 - PlayStation、1994年12月22日（アスキー）
- 柿木将棋 - セガサターン、1995年4月14日（アスキー）
- 柿木将棋 - スーパーファミコン、1995年9月1日（アスキー）
- 柿木将棋2 - PlayStation、1998年3月26日（アスキー）
- 柿木将棋IV - PlayStation 2、2000年3月4日（アスキー）